# Akher Saâ
Akher Saâ  (Dernière Heure) (en arabe : آخر ساعة) est un quotidien généraliste algérien en langue arabe.
Fondée en 2000, par trois journalistes, Maamar Farah, Lazhari Labter et Said Belhadjoudja, dans la ville d'Annaba, ou il devient rapidement un des journaux en langue arabe les plus lus, et troisième plus grand tirage.

## Histoire
Le premier numéro est paru le 16 octobre 2000, daté du 17 octobre comme quotidien du soir, ou beaucoup de lecteur l'ont pris pour la version arabe du Soir d'Algérie vu que ses fondateurs ont déjà travaillé pour le premier quotidien de la presse indépendante en Algérie. 
À cause des problèmes d'imprimerie, la publication du soir passe au matin. 